# Raimundo de Poitiers

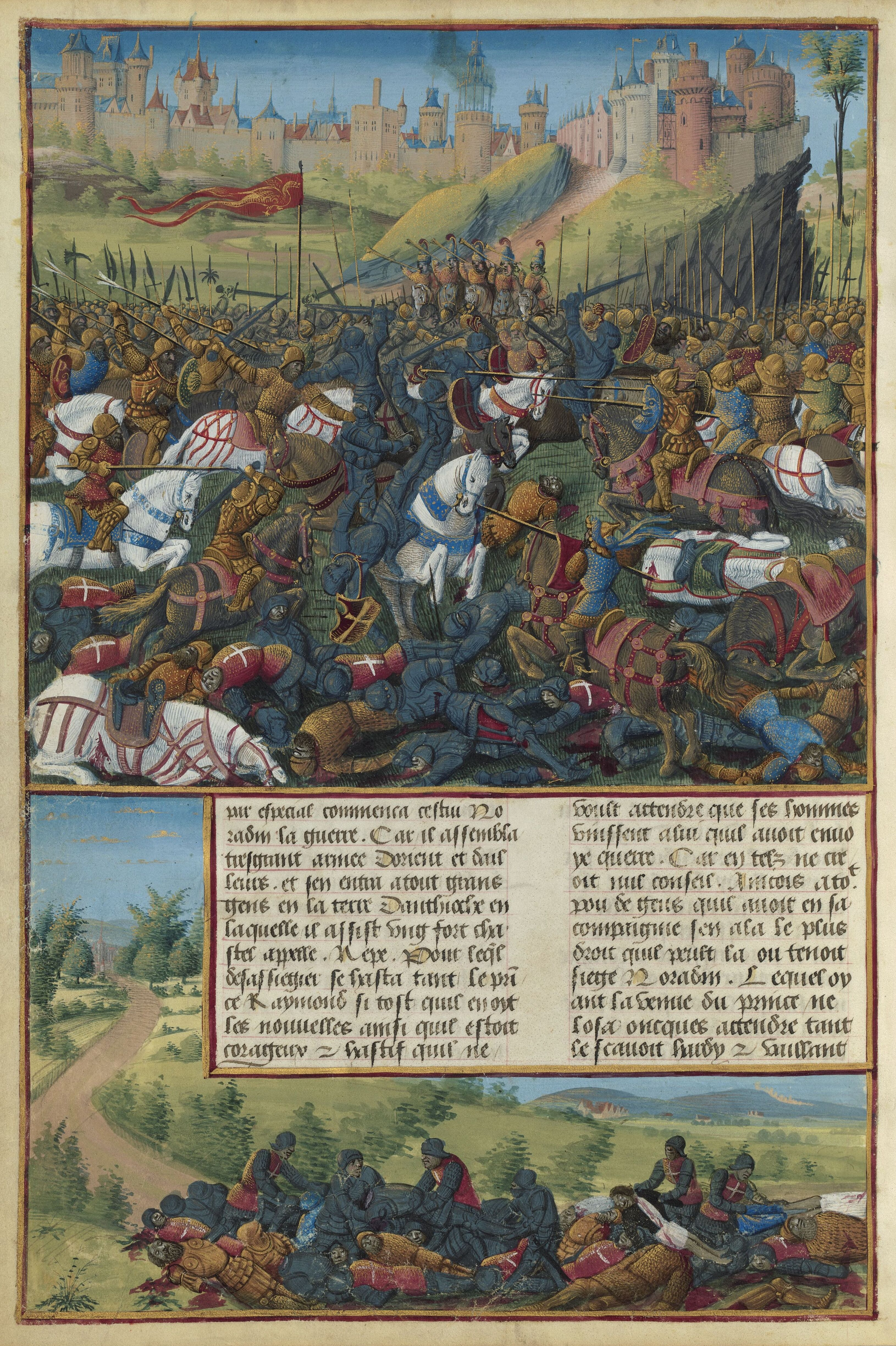
Raimundo fue derrotado y muerto en la batalla de Inab.

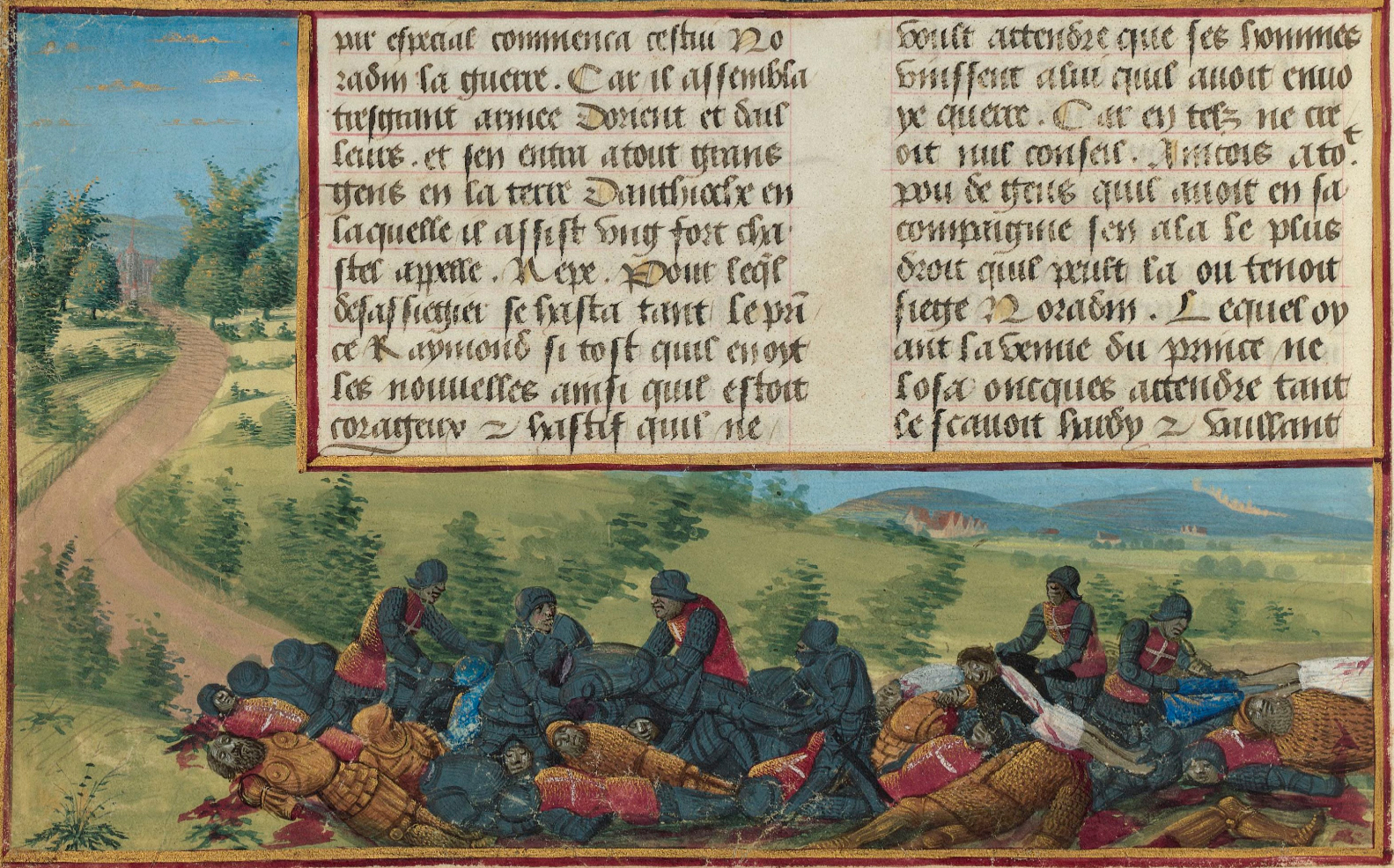
Recuperación del cuerpo de Raimundo después de la batatla de Inab.

Raimundo I de Poitiers,  conocido como Raimundo I de Antioquía (Poitiers, 1099 o 1115-Antioquía, 29 de junio de 1149), fue un aristócrata medieval francés, miembro de la casa de Poitiers —hijo menor de Guillermo IX, duque de Aquitania y su esposa Felipa, condesa de Tolosa—, que por su matrimonio con Constanza de Antioquía llegó a ser príncipe de Antioquía (en Asia Menor) de 1136 a 1149.
Después de las regencias del principado de Antioquía por parte de Balduino II de Jerusalén (1130-1131) y de Fulco de Jerusalén (1131-1136), en 1136, Raimundo de Poitiers (de 31 años) asumió dicha regencia al casarse con la heredera de Bohemundo II de Antioquía, Constanza, una niña de 10 años. El matrimonio fue bendecido por el patriarca de Antioquía, pero no gustó a Alicia de Antioquía, madre de la niña, ya que creía que Raimundo estaba destinado a ser el esposo de ella.
Los primeros años del mandato de Raimundo y Constanza fueron de continuos conflictos con el emperador bizantino Juan II Comneno, quien realizó varias incursiones al sur de su imperio con el fin de recobrar Cilicia del poder de León de Armenia y, en segundo lugar, exigir sus derechos sobre Antioquía. Raimundo se vio obligado a rendir homenaje al emperador e incluso a prometerle que le entregaría el principado a cambio de otro feudo, feudo que el emperador Juan le entregaría tan pronto como pudiera conquistarlo de los musulmanes en los territorios situados al este de Antioquía. La expedición para llevar a cabo dicha conquista se inició en 1138. Raimundo se unió a este ataque, que resultó un fracaso, dado que Raimundo no puso el más mínimo interés en él, debido a que el éxito en la conquista suponía por su parte la pérdida de Antioquía. Juan II Comneno regresó sin obtener resultado alguno a Constantinopla después de exigir a Raimundo que le entregara la ciudadela de Antioquía, exigencia que no encontró respuesta por parte de Raimundo.
A esta expedición le siguió una lucha entre Raimundo y el patriarca. Aquel estaba molesto porque se vio obligado a rendir homenaje al patriarca ortodoxo (griego) en 1135, y la manera irregular en que dicho patriarca había sido elegido dio una excusa a Raimundo para oponerse a él. Inicialmente, Raimundo salió victorioso de esta lucha, ya que consiguió que el patriarca fuera depuesto en 1139. No obstante, Juan II Comneno volvió al ataque en 1142, aunque esta vez Raimundo se negó a renovar su acto de vasallaje y, aunque Juan II asoló los alrededores de Antioquía, no pudo hacer nada contra él. Tras la muerte de Juan II en 1143 Raimundo pidió a su heredero Manuel I Comneno la cesión de varias ciudades de Cilicia, encontrando en esta forma el emperador Manuel ocasión para vengarse. Manuel obligó a Raimundo a una humillante visita a Constantinopla, durante la cual tuvo que renovar su juramento y rendirle homenaje nuevamente, así como reconocer al patriarca griego.
Con motivo de la Segunda Cruzada en 1148, Luis VII de Francia y su esposa Leonor de Aquitania (sobrina de Raimundo) visitaron Antioquía. Raimundo intentó impedir que Luis VII se dirigiera a Jerusalén e inducirle a que se quedara en Antioquía con el fin de que le ayudara a conquistar Alepo y Cesarea. Existen muchos rumores de que Raimundo tuvo una relación incestuosa con su sobrina Leonor. Según Juan de Salisbury los recelos de Luis comenzaron al ver que Raimundo prestaba mucha atención a Leonor, así como al observar las largas conversaciones entre los dos. Guillermo de Tiro dice que Raimundo sedujo a Leonor como venganza, ya que Luis se negó a ayudarle en su lucha contra los sarracenos, y que «al contrario de lo que era esperable de su dignidad real, Leonor renegó de sus votos matrimoniales y fue infiel a su marido».
Fuera como fuese, Luis abandonó a toda prisa Antioquía, quedando Raimundo sin apoyo en sus planes. En 1149, durante una expedición contra Nur al-Din, murió Raimundo en la batalla de Inab. El militar musulmán Shirkuh, tío de Saladino, le cortó la cabeza, que fue introducida en una caja de plata y enviada al califa de Bagdad.
Raimundo, según la descripción de Guillermo de Tiro (la máxima autoridad tratándose de él) era «un señor de gran nobleza, de figura alta y elegante, el príncipe más guapo sobre la tierra, una persona con una amabilidad y conversación encantadoras, espléndido y magnífico más allá de lo conveniente»; notable en el uso de las armas y en su experiencia militar, «litteratorum, licet ipse illiteratus esset, cultor» (aunque no versado en ciencias, fue un gran mecenas de la literatura), apoyó la composición del cantar de gesta la Chanson des chétifs); un marido fiel de una religiosidad media, fuerte de corazón, irascible e irracional, con una gran pasión por el juego.
Con su esposa Constanza tuvo tres hijos: Bohemundo III de Antioquía, María de Antioquía y Felipa de Antioquía.
| Predecesor: Bohemundo II (príncipe titular) | Príncipe consorte de Antioquía (con Constanza de Antioquía) 1136-1149 | Sucesor: Reinaldo de Châtillon (con Constanza) |